# 埃尔基·莱内
埃尔基·莱内（芬蘭語：Erkki Laine，1957年9月13日—2009年8月22日），芬兰男子冰球运动员。他曾代表芬兰参加1984年和1988年冬季奥林匹克运动会冰球比赛，其中1988年冬季奥运会获得一枚银牌。